# Train of Thought (Dream Theater)
Train of Thought is het zevende volledige studioalbum van de progressieve-metalband Dream Theater. Onder liefhebbers staat het album ook bekend als The heavy album.

## Geschiedenis
Geïnspireerd door de reactie van het publiek op de zwaardere nummers tijdens optredens is Train of Thought het zwaarste album geworden van de band tot dan toe. Het album is geschreven in drie weken. De engineer was Doug Oberkircher en het album is gemixt door Kevin Shirley.
Er zijn meerdere verbanden met voorgaande en opvolgende albums van de band:
- Het album heeft zeven nummers. De voorganger (Six Degrees of Inner Turbulence) heeft zes en het opvolgende album (Octavarium) heeft er acht.
- Het eerste nummer, As I Am begint met hetzelfde akkoord als waarmee het voorgaande album eindigt. Het laatste nummer eindigt met dezelfde noot (F) als waarmee het volgende album begint.
- This Dying Soul continueert Mike Portnoys Alcoholics Anonymous Suite die begint met The Glass Prison van het album Six Degrees of Inner Turbulence en wordt voortgezet met nummers van de opvolgende albums. Deze nummers delen sommige teksten en melodielijnen.

## Nummers
1. As I Am – 7:47 (muziek: Dream Theater, teksten: Petrucci)
2. This Dying Soul – 11:28 (Dream Theater, Portnoy)
  - IV. Reflections of Reality (Revisited)
  - V. Release
3. Endless Sacrifice – 11:23 (Dream Theater, Petrucci)
4. Honor Thy Father – 10:14 (Dream Theater, Portnoy)
5. Vacant – 2:58 (Rudess/Myung, LaBrie)
6. Stream of Consciousness – 11:16 (Dream Theater, instrumentaal)
7. In The Name of God – 14:16 (Dream Theater, Petrucci)

### Achtergrond bij nummers
Sommige nummers gebruikten "C tuning" waardoor ze een zwaarder geluid kregen.

#### Honor Thy Father
Honor Thy Father gaat over Mike Portnoys stiefvader. Gevraagd naar zijn inspiratie voor het nummer, gaf hij als antwoord (tijdens een IRC-sessie): "I'm not very good at writing love songs, so I decided to write a HATE song!!!" ("Ik ben niet goed in het schrijven van liefdesliedjes, dus ik besloot een HAATnummer te schrijven!!!").

#### Vacant
De tekst van zanger James LaBrie gaat over de korte coma die zijn dochter enkele dagen voor haar zevende verjaardag had.

#### Stream of Consciousness
Stream of Consciousness is het langste instrumentale studionummer van Dream Theater.

#### In the Name of God
- Tussen 5:51 en 6:07 van het nummer In the Name of God zit een verborgen compositie die pas anderhalf jaar na het uitbrengen van de CD bekend werd. Mike Portnoy noemde het in de drumdocumentaire Mike Portnoy: Live at Budokan. Op het forum op zijn website werd er door fans veel over gepraat. Twee fans achterhaalden het stukje en ontdekten een stukje Morsecode. Vertaald leverde dit "eat my ass and balls" op, een uitspraak die veel door Portnoy wordt gebruikt.[4]
- De brug in In the Name of God bevat verwijzingen naar sekteleiders zoals David Koresh en Jim Jones.
- Het gezang op het einde van In the Name of God (vanaf 12:56) uit het rechterkanaal is een hymne, Battle Hymn of the Republic, uit de Amerikaanse Burgeroorlog.
- Jordan Rudess speelde de laatste pianonoot van het album met zijn neus.

## Artiesten
Op het album spelen de bandleden:
- James LaBrie – zang
- John Myung – basgitaar
- John Petrucci – gitaar
- Mike Portnoy – drums
- Jordan Rudess – keyboard

en als gastmuzikant:
- Eugene Friesen – cello in het nummer Vacant